# لافتة متحف

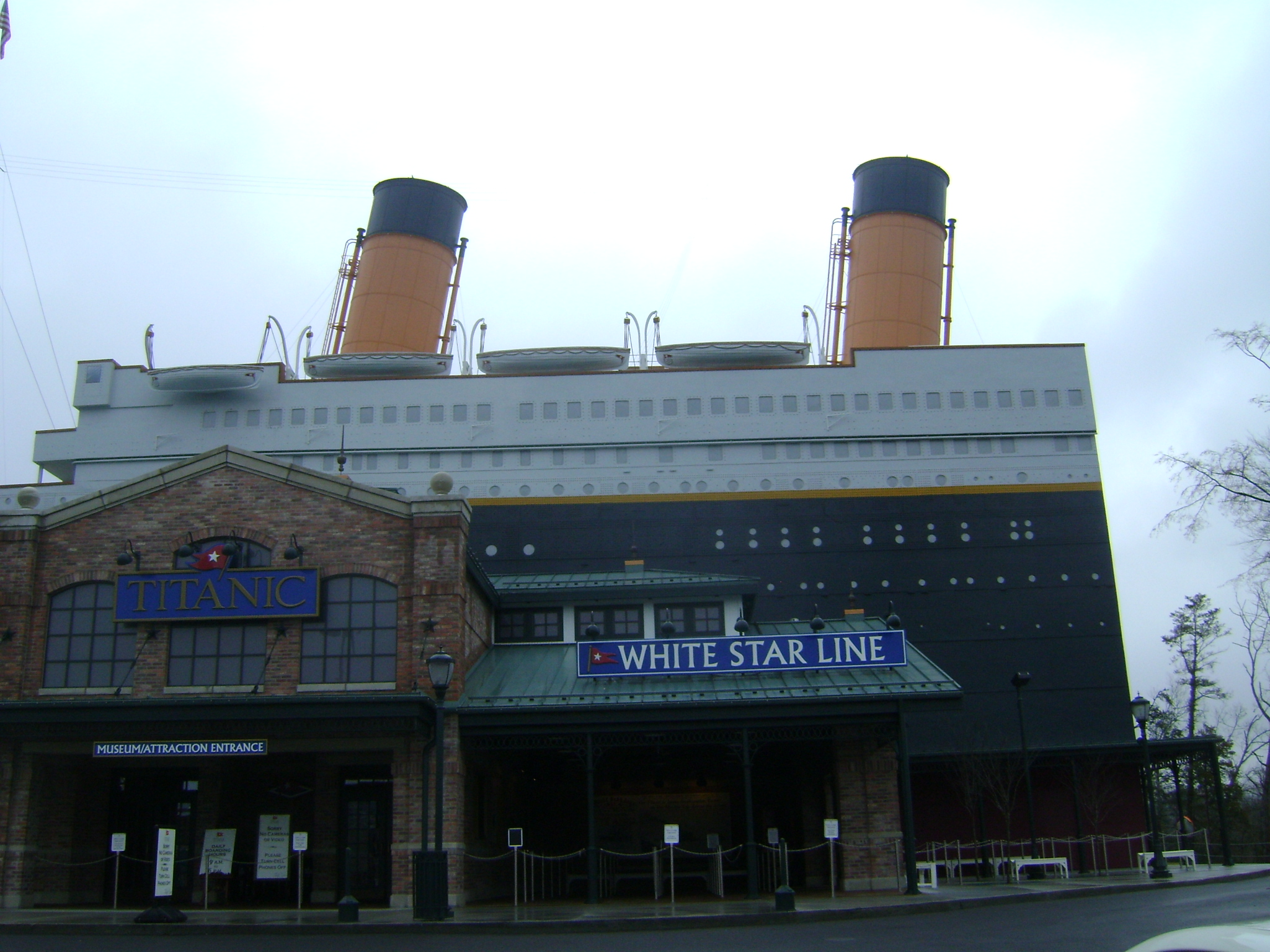
مدخل متحف تيتانيك
بيجون فورج، ولاية تينيسي.

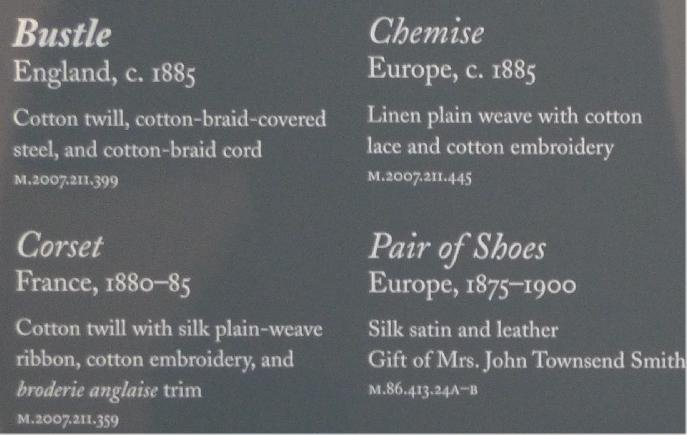
لافتة القسم.

تعتبر لافتة المتحف أو الشرح التوضيحي لافتة تصف شيئًا معروضًا في المتحف أو ربما تقدم غرفة أو منطقة ما أو حتى المتحف ككل.

## وصف مختلف لافتات المتحف

### لافتات تقديمية
يقول كيم كيني أمين المكتبة والمتحف الرئاسيين لويليام ماكينلي أن أول لافتة يجب أن يراها الزائر يجب أن توضح له ما يقدمه المعرض بشكل عام. ويجب أن تكون اللافتة التقديمية «تشويقية» وأن تتحدث عن الأقسام الرئيسية لمعرضك حتى تشجع الناس على رؤية بقية المعرض. وإن كان هناك شيء هام أو مميز بالمعرض الرئيسي يجب تقديمه هنا. عندها سوف يتملك الزائر شعورًا جيدًا حول الموضوع العام للمتحف (أي القطع الأثرية بمتحف تيتانك). ويجب على الفور أن يكون الزوار على دراية بما سيشاهدونه وأن تكون لديهم الرغبة في مشاهدة بقية المعرض. وربما يصاحب المقدمة كتيب يوضح أهم ما بالمتحف وأسعار الدخول وساعات العمل.

### لافتات القسم
تعتبر لافتة القسم مقدمة صغيرة. تتكون من موضوعات فرعية حول ما يعرضه المتحف. ويقول كيني أن اللافتة يجب أن تقدم «أفضل» ما في المتحف. وإن كان القسم كبير يمكن استخدام أكثر من لافتة مرتبة بالقسم. ويجب أن يتكون هذا الوصف من 100-200 كلمة أو نحو ذلك. لا يجب أن ينحني الزائر حتى يقرأ اللافتات؛ لذا يجب أن تكون في وضع ملائم لكافة الأطوال. وفي هذه الحالة يكون المستوى «الأقل» «أكثر» (فاعلية).

### لافتات المعروضات
لافتات المعروضات هي الأصغر. حيث إنها تصف الشيء المعروض بجوارها فقط. وتكون في العادة اسم العمل أو اسمًا عبارة عن جملة وصفية يتبعه تاريخ أو مكان تصميم العمل والمواد المصنوع منها وأسلوب عمله. ويمكن أن تتضمن وصفًا مختصرًا أو تعليقًا حول الشيء المعروض. وغالبًا ما يكون رقم القطعة المقتناة مكتوبًا باللافتة وكذلك تاريخ الحصول عليها. وإذا وجد الشيء المعروض في دليل صوتي أو أي شكل آخر خلال الجولة يمكن أن تحتوي اللافتة على رمز يدل على ذلك. وتصرح كيني أنها تفضل أن تحتوي لافتة الشيء المعروض على عنوان عبارة عن كلمة واحدة يتبعها وصف مكون من 25-50 كلمة. وتوضح أن الناس يريدون معرفة جوانب محددة من الشيء المعروض قد لا يلاحظونها عن النظرة الأولى أو لا يعرفونها مسبقًا (أي شيء غير معتاد عليها أو المادة المصنوعة منها وتاريخ القطعة الأثرية ومن صنعها). ويريد غالبية الناس معرفة تفاصيل مثل تاريخ عمل القطعة الفنية، ولماذا صنعت، واستخدامها ومتى انضمت للمتحف.

### لوحة الشرف
وتختلف الممارسات إذا كانت المعلومات المتعلقة بتاريخ الحصول على المقتنيات والجهة المانحة متضمنة. ربما يتم تحديد بعض الجهات المانحة خاصة المنظمات الحكومية على لوحة الشرف. ويتم تحديد المعروضات المستعارة بطريقة ما. وترى كيني أن معلومات الجهات المانحة توضع بغير نظام فوق لافتة الشيء المعروض. وتعتقد أنه من الأفضل عمل قائمة بالجهات المانحة على لوحة شرف.

## معلومات تاريخية
أول «لافتات متحف» وجدت في متحف كان متحف إنيجالدي-نانا (والمعروف باسم متحف بلشالتي نانار) يعود تاريخها في الأصل إلى عام 530 قبل الميلاد. 

كما أن «لافتات المتحف» التي وجدت في القرنين العشرين والحادي والعشرين وأدوات ما قبل الميلاد التي عُثر عليها في متحف إنيجالدي كانت مكتوبة بثلاث لغات مختلفة على أقراص من الصلصال كما هو حال جميع الأشياء القديمة.
من هذه القطع الأثرية:
- حجر الكودورو، وعلامة الحدود لشعب الكاشيون القديم (منحوت بها ثعبان وشعارات مع مختلف الآلهة).
- جزء من تمثال الملك شولكي.
- مخروط من الصلصال وهو جزء من مبنى لارسا.[4]

وجود ما يشبه المتحف في وقت مبكر في القرن التاسع عشر قبل الميلاد مما يشير إلى اتخاذ خطوات تتعلق بوضع علامات وإعداد فهارس للآثار القديمة.
وكان قرص «لافتة المتحف» يصف آثارًا قديمةً يبلغ عمرها 100 سنة منذ ما يقرب من 2000 عام مكتوب عليه ما يلي،
| لافتة متحف | These are copies from bricks found in the ruins of Ur, the work of Bur-Sin of Ur, which while searching for the groundplan (of the temple) the Governor of Ur found, and I saw and wrote out for the marvel of the beholder. | لافتة متحف |

## المستقبل
مؤخرًا أجريت دراسات لإثبات جدوى استخدام أداة لاسلكية على أساس الويب في نظام اللافتات الرقمية غير الورقية في المعرض ربما تتخذ شكل «أبراج اللافتة الرقمية» أو أجهزة العرض الرقمية التي تعلق على الحائط. يجب استخدام بعض المفاهيم في تغيير تكوينات لافتات المتحف والتحديث الرقمي للافتات المتحف الإلكتروني واستخدام أنظمة العرض المختلفة ودمج محتويات طرف ثالث.
تستخدم بعض المتاحف تكنولوجيا رقمية متطورة مثل الشفرات الخيطية على اللافتات بالمتحف.

## المراجع

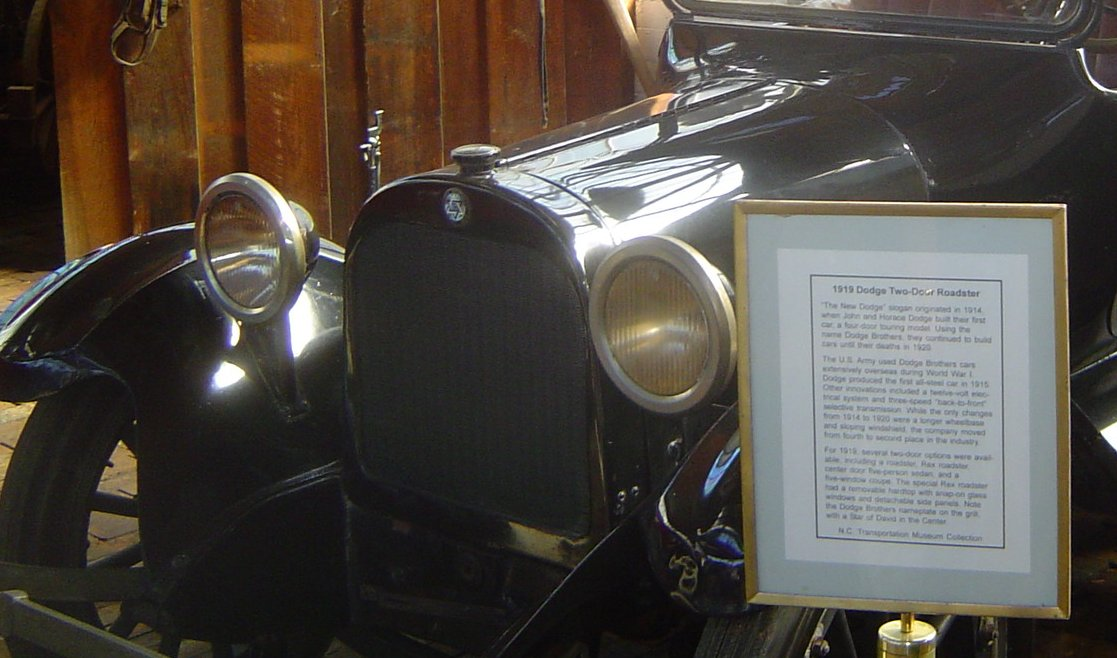